# Vaude Trans Schwarzwald
Die Vaude Trans Schwarzwald ist ein seit 2006 im Schwarzwald ausgetragenes Mountainbike-Etappenrennen. Bei der Trans Schwarzwald treten die Fahrer in unterschiedlichen Kategorien über Zeitmessung gegeneinander an. Bei der Veranstaltung werden hauptsächlich ambitionierte Freizeitsportler angesprochen, doch auch einige bekannte Profisportler nehmen regelmäßig an der Veranstaltung teil.

## Geschichte
Das nach Angaben der Organisatoren erste deutsche Mehrtagesetappen-Rennen für Mountainbiker im Jahr 2005 wurde mangels Genehmigungen der einzelnen Gemeindeverwaltungen abgesagt. Zu den gemeldeten Teilnehmern gehörten Karl Platt und Carsten Besser.
Der Trans Schwarzwald fand daher erst 2006 zum ersten Mal in fünf Etappen über insgesamt ca. 440 Kilometer statt. Die Austragungen von 2007 bis 2010 wurden auf ca. 550 Kilometer in sieben Etappen durchgeführt. Seit 2011 sind es wieder fünf Renntage und die sechs jährlichen Etappenorte werden aus einem 12er-Pool ausgewählt, d. h. jeder Etappenort ist im Schnitt alle zwei Jahre. Die beteiligten Etappenorte sind seit 2011: Bad Wildbad, Bad Rippoldsau-Schapbach, Donaueschingen, Engen, Feldberg, Freudenstadt, Grafenhausen, Murg, Pforzheim, Sasbachwalden, Schonach im Schwarzwald und Wolfach. Letzteres wird von 2014 bis 2017[veraltet] durch Offenburg ersetzt.
Bei der Trans Schwarzwald sind seither jährlich ca. 400 Kilometer und bis zu 10.000 Höhenmeter zu bewältigen.
Seit 2013 gibt es keinen Teamwettbewerb (zwei Fahrer) mehr, sondern nur noch die Möglichkeit als Einzelfahrer mit Altersklassen-Wertung zu starten. 
Das Rennen wurde für 2014 in den internationalen Kalender des Radsportweltverbands UCI aufgenommen.
[veraltet]

## Sieger
- 2006
  - Herren: Team ALB-Gold
  - Damen: Steinlach-Wiesaz/Centurion
  - Masters: DIRO Radsportferien – Centurion
  - Mixed: Team Hai Bike
- 2007
  - Herren: Rothaus-Cube
  - Damen: Rothaus-Cube II (Bianca Knöpfle/Adelheid Morath)
  - Masters: Diro Radpsportferien – Centurion
  - Mixed: Ghost International
- 2008
  - Herren: Team BULLS mit Karl Platt und Stefan Sahm
  - Mixed: Rothaus-Cube 5
  - Masters: Team Pedal/Centurion
  - Damen-Einzel: Elisabeth Brandau
  - Herren-Einzel: Jochen Käß
- 2009
  - Herren: Multivan Merida Biking Team
  - Mixed: Team Haibike 1
  - Masters: Team Pedal/Centurion
  - Damen-Einzel: Milena Landtwing
  - Herren-Einzel: Stefan Sahm
- 2010
  - Herren: Multivan Merida Biking Team
  - Mixed: cycleXperience.nl
  - Masters: Team Pedal/Centurion
  - Damen-Einzel: Milena Landtwing
  - Herren-Einzel: Matthias Bettinger
- 2011
  - Herren: Team Centurion Vaude
  - Mixed: ROTHAUS POISON / Hochschwarzwald (Bianca Purath/Andreas Kleiber)
  - Masters: Team Centurion Vaude (Udo Bölts/Andreas Strobel)
  - Damen-Einzel: Pia Sundstedt
  - Herren-Einzel: Andreas Kugler
- 2012
  - Herren: Team BULLS
  - Mixed: team-woba/Centurion.com (Almut Grieb/Andreas Schwarzer)
  - Masters: Team Centurion Vaude (Udo Bölts/Andreas Strobel)
  - Damen-Einzel: Milena Landtwing
  - Herren-Einzel: Jochen Käß
- 2013
  - Damen-Einzel Milena Landtwing
  - Herren-Einzel: Robert Mennen